# Silver Cross Records
Silver Cross Records je izdavačka kuća osnovana 1993. godine u Beogradu.
Ova izdavačka kuća je izdavala bendove alternativni rok i hevi metal opredeljenja. Glavni projekat i izdanje je “Svedoci prvog pretresa” 1995. (“Witness of the 1st Discussion”), kompilacija na kojoj je učestvovalo 9 bendova. Osnovna poruka ove kompilacije sadržana na prvoj strani knjižice je “...posvećeno svim mladim ljudima koji su napustili svoju zemlju bežeći od besmislenog rata...”

## Izvođači
Za Silver Cross Records su izdali albume i potpisali ugovor:
- Avangarda +
- Dead Ideas
- Definite Choice
- Urgh!
- Eyesburn
- Rapid Force
- Bloodbath(Serbia)
- Wulckdroff
- Gymnastics(Laka Gimnastika)
- Stentor
- Bad Taste
- Pure
- Hitman
- Stand Point
- Austerity